# Rassvet (Staromínskaia)
|  | Per a altres significats, vegeu «Rassvet». |

Rassvet - Рассвет (rus) és un possiólok del krai de Krasnodar, a Rússia. Es troba a les terres baixes de Kuban-Azov, a 12 km al sud de Staromínskaia i a 152 km al nord de Krasnodar, la capital del territori.
Pertanyen a aquest possiólok els pissóloks de Vostotxni, Dalni, Zarià, Pervomaiski i Pridorojni.

## Història
Va néixer amb el sovkhós de Staromínskoie. El 1948 fou designat possiólok amb el seu nom actual, en passar el centre administratiu del sovkhós de Staromínskaia a Rassvet. El 1950 s'hi construí una escola secundària i un hospital, i el 1953 una casa de cultura.